# Хамад бін Саїд
Хамад бін Саїд (араб. أبناء	حمد بن سيد; д/н — 13 березня 1792) — султан Маскату в 1786—1792 роках.

## Життєпис
Походив з династії Бусаїдів. Другий син імама й султана Саїда бін Ахмеда. У 1786 році Хамад з огляду на зростання непопулярності батька серед знаті та улемів, підняв заколот. Доволі швидко зміг захопити форти аль-Джалілі і аль-Мірані, за цим зайняв Маскат, який перетворив на свою столицю. Потім один за іншим інші фортеці в Омані стали переходити на бік Хамада. Він прийняв титул сейїда й султана. Саїд бін Ахмед залишився в Рустаці і зберіг титул імама, але не мав реальної влади в державі. Багато племен відмовилися визнавати це рішення, внаслідок чого держава фактично розпалася на ворогуючі між собою імамат Оман (внутрішні райони країни) і султанат Маскат (її прибережна частина).
У своїй політиці відмовився від спроб підкорити кочові племена, зосередившись на розвитку торгівлі та встановленні контролю над Ормузькою протокою. При ньому велася енергійна війна з піратами і були подаровані багато пільг купцям.
У березні 1792 року Хамад помер від віспи в Маскаті. Владу захопив його стрийко Султан бін Ахмед.